# Geositta
Geositta es un género de aves paseriformes perteneciente a la familia Furnariidae que agrupa a especies originarias de América del Sur, donde se distribuyen fundamentalmente a lo largo de la cordillera de los Andes y adyacencias desde el norte de Ecuador hasta Tierra del Fuego en Argentina y Chile, pero también hacia el este hasta el centro sur de Brasil y Uruguay y este de Argentina, en la región pampeana y patagónica, con una especie en el centro del continente en el cerrado. A sus miembros se les conoce por el nombre popular de mineros, o camineras.

## Etimología
El nombre genérico femenino «Geositta» es una combinación de la palabra griega «γεω geō»: suelo, y del género Sitta, con quien se pensaba que se asemejaban las especies de este género en la época de la descripción.

## Características
Las especies de este género son furnáridos uniformes, de cola corta, terrestres, midiendo entre 12,5  y 19 cm de longitud, que habitan en terrenos áridos abiertos en los Andes y adyacencias pampeanas y patagónicas, y una especie en el cerrado. Muchas especies tienen rufo en las alas, visible en vuelo. Corren en campos quemados, parando abruptamente; sus partes traseras son a menudo balanceadas. Los mineros generalmente anidan en cuevas cavadas en el suelo.

## Lista de especies
De acuerdo a las clasificaciones del Congreso Ornitológico Internacional (IOC) y Clements Checkist v.2018, agrupa a las siguientes especies, con el respectivo nombre común de acuerdo a la Sociedad Española de Ornitología (SEO):
| Imagen | Nombre científico      | Autor                          | Nombre común      | EC (*) |
| ------ | ---------------------- | ------------------------------ | ----------------- | ------ |
|        | Geositta poeciloptera  | (Wied-Neuwied, 1830)           | minero brasileño  | VU     |
|        | Geositta peruviana     | Lafresnaye, 1847               | minero peruano    | LC     |
|        | Geositta tenuirostris  | (Lafresnaye, 1836)             | minero picudo     | LC     |
|        | Geositta cunicularia   | (Vieillot, 1816)               | minero común      | LC     |
|        | Geositta punensis      | Dabbene, 1917                  | minero puneño     | LC     |
|        | Geositta crassirostris | Sclater,PL, 1866               | minero picogrueso | LC     |
|        | Geositta rufipennis    | (Burmeister, 1860)             | minero rojizo     | LC     |
|        | Geositta maritima      | (d'Orbigny & Lafresnaye, 1837) | minero gris       | LC     |
|        | Geositta antarctica    | Landbeck, 1880                 | minero austral    | LC     |
|        | Geositta saxicolina    | Taczanowski, 1875              | minero oscuro     | LC     |
|        | Geositta isabellina    | (Philippi & Landbeck, 1864)    | minero grande     | LC     |

(*) Estado de conservación

## Taxonomía
La especie G. poeciloptera era clasificada anteriormente en un género monotípico Geobates, pero siguiendo los estudios moleculares de Cheviron et al. (2005) y Derryberry et al. (2011) fue incorporada al presente, lo que fue aprobado en las Propuestas N° 172 y 594 al Comité de Clasificación de Sudamérica (SACC).
Diversos autores y clasificaciones trataron, o tratan, al presente género, junto al género Sclerurus, como pertenecientes a una familia separada Scleruridae, como Moyle et al. (2009) y Ohlson et al. (2013). El SACC, con base en los estudios de filogenia molecular de Derrybery et al. (2011) coloca a los dos géneros en una subfamilia Sclerurinae, basal a todos los furnáridos, inclusive a los trepatroncos Dendrocolaptinae (también frecuentemente separados en una familia propia). Esta división en subfamilias y la nueva secuencia de los géneros fue aprobada en la Propuesa N° 504 al SACC.